# 山口県道29号宇部船木線
山口県道29号宇部船木線（やまぐちけんどう29ごう うべふなきせん）は、山口県宇部市を通る県道（主要地方道）である。

## 概要
宇部市妻崎開作の国道190号厚東川大橋西端の東割交差点から山陽本線宇部駅前を経て、宇部市船木の国道2号茶屋交差点までを結ぶ。
全線が片側1車線で整備されているが、起点から宇部駅前交差点までは国道190号と宇部駅前をつなぐ幹線道路となっており、常時交通量が多い。特に宇部駅前交差点の渋滞が激しい。

### 路線データ
- 陸上距離：9.3 km
- 起点：宇部市妻崎開作（東割交差点、国道190号交点）
- 終点：宇部市船木（茶屋交差点、国道2号交点）

## 歴史
- 1993年（平成5年）5月11日 - 建設省から、県道宇部船木線が宇部船木線として主要地方道に指定される[1]。

## 路線状況

### 重複区間
- 山口県道30号小野田美東線（山陽小野田市新有帆町・有帆小学校前交差点 - 宇部市船木・茶屋交差点）

## 地理
宇部市妻崎開作の厚東川右岸から始まる。ほぼまっすぐ北上後、宇部駅前を西に折れて山陽本線をわたり、宇部伊佐専用道路をくぐると再び北上。山陽小野田市有帆からは有帆川を左岸沿いに進む。再び宇部市（旧楠町）に入って山陽新幹線をくぐり、国道2号と交わる場所が終点となる。

### 通過する自治体
- 宇部市
- 山陽小野田市
- 宇部市

### 交差する道路
| 交差する道路                                               | 市町村名     | 交差する場所  | 交差する場所       |
| ---------------------------------------------------------- | ------------ | ------------- | ------------------ |
| 国道190号                                                  | 宇部市       | 妻崎開作      | 東割交差点 / 起点  |
| 山口県道342号琴芝際波線                                    | 宇部市       | 厚南中央1丁目 | JA厚南前交差点     |
| 山口県道215号宇部停車場線                                  | 宇部市       | 西宇部南4丁目 | 宇部駅前交差点     |
| 山口県道30号小野田美東線 重複区間起点                      | 山陽小野田市 | 新有帆町      | 有帆小学校前交差点 |
| 国道2号 国道9号 重複 山口県道30号小野田美東線 重複区間終点 | 宇部市       | 船木          | 茶屋交差点 / 終点  |

### 沿線にある施設など
- 厚南セントヒル病院
- JR宇部駅
- 山口県立宇部商業高等学校
- 山陽小野田市立有帆小学校
- 宇部市立船木小学校
- 宇部市立楠中学校